# Oliver-Sven Buder
Oliver-Sven Buder (ur. 23 czerwca 1966 w Erlabrunn) – niemiecki lekkoatleta, który specjalizował się w pchnięciu kulą. Do 1990 reprezentował NRD.
Dwukrotnie startował w igrzyskach olimpijskich: Atlanta 1996 oraz Sydney 2000. Srebrny medalista mistrzostw świata oraz mistrzostw Europy. W 1998 wywalczył tytuł halowego mistrza Europy. Wielokrotny reprezentant kraju oraz medalista mistrzostw Niemiec. Rekord życiowy: stadion – 21,42 m (21 sierpnia 1999, Sewilla); hala – 21,47 m (28 lutego 1998, Walencja).

## Osiągnięcia
| Rok  | Impreza                     | Miejsce           | Lokata            | Wynik |
| ---- | --------------------------- | ----------------- | ----------------- | ----- |
| 1985 | Mistrzostwa Europy juniorów | Chociebuż         | 1. miejsce        | 19,34 |
| 1990 | Mistrzostwa Europy          | Split             | 2. miejsce        | 21,01 |
| 1991 | Halowe mistrzostwa świata   | Sewilla           | 7. miejsce        | 19,41 |
| 1991 | Mistrzostwa świata          | Tokio             | 4. miejsce        | 20,10 |
| 1993 | Halowe mistrzostwa świata   | Toronto           | 8. miejsce        | 19,03 |
| 1993 | Mistrzostwa świata          | Stuttgart         | 7. miejsce        | 19,74 |
| 1994 | Halowe mistrzostwa Europy   | Paryż             | 5. miejsce        | 19,66 |
| 1994 | Mistrzostwa Europy          | Helsinki          | el. – 16. miejsce | 18,61 |
| 1995 | Superliga pucharu Europy    | Villeneuve-d’Ascq | 2. miejsce        | 20,28 |
| 1995 | Mistrzostwa świata          | Göteborg          | 6. miejsce        | 20,11 |
| 1996 | Halowe mistrzostwa Europy   | Sztokholm         | 3. miejsce        | 19,91 |
| 1996 | Superliga pucharu Europy    | Madryt            | 2. miejsce        | 20,08 |
| 1996 | Igrzyska olimpijskie        | Atlanta           | 5. miejsce        | 20,51 |
| 1997 | Superliga pucharu Europy    | Monachium         | 1. miejsce        | 20,53 |
| 1997 | Halowe mistrzostwa świata   | Paryż             | 4. miejsce        | 20,70 |
| 1997 | Mistrzostwa świata          | Ateny             | 2. miejsce        | 21,24 |
| 1998 | Halowe mistrzostwa Europy   | Walencja          | 1. miejsce        | 21,47 |
| 1998 | Superliga pucharu Europy    | Petersburg        | 2. miejsce        | 19,97 |
| 1998 | Mistrzostwa Europy          | Budapeszt         | 2. miejsce        | 20,98 |
| 1998 | Finał Grand Prix IAAF       | Moskwa            | 3. miejsce        | 20,53 |
| 1998 | Puchar świata               | Johannesburg      | 3. miejsce        | 20,42 |
| 1999 | Superliga pucharu Europy    | Paryż             | 1. miejsce        | 20,53 |
| 1999 | Mistrzostwa świata          | Sewilla           | 2. miejsce        | 21,42 |
| 2000 | Igrzyska olimpijskie        | Sydney            | 8. miejsce        | 20,18 |
| 2000 | Finał Grand Prix IAAF       | Doha              | 5. miejsce        | 19,77 |
| 2001 | Mistrzostwa świata          | Edmonton          | el. – 21. miejsce | 18,89 |